# コント55号の兵隊さん物語
『コント55号の兵隊さん物語』（コントごじゅうごごうのへいたいさんものがたり）は、1970年4月8日から同年9月16日まで日本テレビ系列局で放送されていた日本テレビ製作のバラエティ番組である。放送時間は水曜 21:00 - 21:30 （日本標準時）、プロ野球ナイター中継が予定されている週には放送を休止。

## 概要
コント55号の萩本欽一と坂上二郎演じる「兵隊さん」が、各回のゲスト出演者と会場にいる観客を巻き込んでのハプニングコントを繰り広げていた公開番組である。収録は日本各地の公会堂で行われていた。
番組は、日曜19:00枠で放送されていた『コント55号と世界のサーカス』とともに1970年秋の改編で終了。1973年4月に『コント55号のなんでそうなるの?』がスタートするまでの間、日本テレビではコント55号の冠番組が中断することになった。